# Distinguished Gentleman's Ride
El Distinguished Gentleman's Ride (DGR) es un evento mundial que tiene el objetivo de recaudar fondos y concienciar sobre temáticas de la salud masculina, principalmente cáncer de próstata y suicidio masculino.
El evento tiene lugar en una fecha que se determina anualmente, en más de 100 países. Desde la organización se provee un esquema de comportamiento -un comportamiento afable- y vestimenta -sugiriendo a los participantes el uso de ropa elegante-, mientras que las motos sugeridas para el paseo temático incluyen los Cafe Racer, bobbers, clásicos, choppers, scooters clásicos y sidecars clásicos.
La participación no tiene costo de inscripción, pero se anima a los motoristas a que realicen una donación y que recauden fondos para la organización benéfica Fundación Movember.

## Historia
El primer evento fue organizado en el año 2012 en Sídney, Australia por Mark Hawwa quien se inspiró en una foto de Don Draper, personaje de la serie Mad Men. En su primera edición, no apoyó ninguna causa. Pero a partir del año siguiente, el principal objetivo del evento fue concienciar y recaudar fondos para temáticas de salud masculina. 
Desde el año 2014 cuenta con el apoyo del fabricante de motocicletas Triumph y en 2016 se sumó la empresa suiza Zenith y es desde ese año que los fondos recaudados en el evento se destinan a apoyar a la Fundación Movember que a su vez destina los fondos a programas de salud masculina con foco en cáncer de próstata, prevención del suicidio y salud mental del varón en general.

### Ediciones
| Año  | Día | Motociclistas registrados | Recuadación (en dólares) | Ciudades participantes |
| ---- | --- | ------------------------- | ------------------------ | ---------------------- |
| 2012 | 30  | 3.000                     | No hubo                  | 64                     |
| 2013 | 29  | 11.000                    | 277.000                  | 145                    |
| 2014 | 28  | 20.000                    | 1.500.000                | 257                    |
| 2015 | 27  | 37.262                    | 2.300.000                | 410                    |
| 2016 | 25  | 57.088                    | 3.600.000                | 505                    |
| 2017 | 24  | 93.000                    | 4.850.000                | 581                    |
| 2018 | 30  | 115.000                   | 6.200.000                | 648                    |
| 2019 | 29  | 116.842                   | 5.800.000                | 678                    |
| 2020 | 27  | 56.712                    | 2.760.000                | 2.531                  |
| 2021 | 23  | 65.000                    | 4.100.000                | 913                    |
| 2022 | 22  | 94.000                    | 6.040.000                | 804                    |
| 2023 | 19  | 107.297                   | 7.450.000                | 925                    |
| 2024 | 19  | N/D                       | N/D                      | N/D                    |